# Natação no Campeonato Mundial de Esportes Aquáticos de 2013 - 100 m borboleta masculino
A prova dos 100 metros borboleta masculino da natação no Campeonato Mundial de Esportes Aquáticos de 2013 ocorreu entre os dias 2 de agosto e 3 de agosto no Palau Sant Jordi  em Barcelona. 

## Recordes
Antes desta competição, os recordes mundiais e do campeonato nesta prova eram os seguintes:
| Tipo                  | Atleta         | Tempo | Local | Data                |
| --------------------- | -------------- | ----- | ----- | ------------------- |
|                       | Michael Phelps | 49.82 | Roma  | 1 de agosto de 2009 |
| Recorde do campeonato | Michael Phelps | 49.82 | Roma  | 1 de agosto de 2009 |

## Medalhistas
| Ouro               | Prata             | Bronze                |
| Chad le Clos (RSA) | László Cseh (HUN) | Konrad Czerniak (POL) |

## Resultados

### Eliminatórias
Esses foram os resultados das eliminatórias.
| Pos. | Bateria | Raia | Nadador              | Nacionalidade  | Tempo | Notas |
| ---- | ------- | ---- | -------------------- | -------------- | ----- | ----- |
| 1    | 4       | 4    | Yevgeny Korotyshkin  | Rússia         | 51.55 | Q     |
| 2    | 5       | 4    | Chad le Clos         | África do Sul  | 51.88 | Q     |
| 3    | 6       | 8    | László Cseh          | Hungria        | 51.89 | Q     |
| 4    | 5       | 7    | Ivan Lenđer          | Sérvia         | 51.95 | Q     |
| 5    | 5       | 5    | Matteo Rivolta       | Itália         | 52.00 | Q     |
| 6    | 4       | 6    | Yauhen Tsurkin       | Bielorrússia   | 52.03 | Q,    |
| 7    | 6       | 4    | Steffen Deibler      | Alemanha       | 52.07 | Q     |
| 8    | 5       | 6    | Nikolay Skvortsov    | Rússia         | 52.09 | Q     |
| 9    | 5       | 3    | Konrad Czerniak      | Polónia        | 52.12 | Q     |
| 10   | 6       | 6    | Michael Rock         | Reino Unido    | 52.13 | Q     |
| 11   | 4       | 3    | Paweł Korzeniowski   | Polónia        | 52.16 | Q     |
| 12   | 5       | 0    | Thiago Pereira       | Brasil         | 52.23 | Q     |
| 13   | 4       | 5    | Ryan Lochte          | Estados Unidos | 52.26 | Q     |
| 14   | 6       | 5    | Eugene Godsoe        | Estados Unidos | 52.38 | Q     |
| 15   | 5       | 2    | Takuro Fujii         | Japão          | 52.50 | Q     |
| 16   | 6       | 7    | Philip Heintz        | Alemanha       | 52.52 | Q     |
| 17   | 4       | 7    | Joseph Schooling     | Singapura      | 52.56 |       |
| 18   | 5       | 8    | Francois Heersbrandt | Bélgica        | 52.75 |       |
| 19   | 4       | 2    | Tommaso D'Orsogna    | Austrália      | 52.82 |       |
| 20   | 6       | 3    | Chris Wright         | Austrália      | 52.83 |       |

| Ver o restante da classificação | Ver o restante da classificação | Ver o restante da classificação | Ver o restante da classificação | Ver o restante da classificação | Ver o restante da classificação | Ver o restante da classificação |
| Pos.                            | Bateria                         | Raia                            | Nadador                         | Nacionalidade                   | Tempo                           | Notas                           |
| ------------------------------- | ------------------------------- | ------------------------------- | ------------------------------- | ------------------------------- | ------------------------------- | ------------------------------- |
| 21                              | 5                               | 1                               | Pavel Sankovich                 | Bielorrússia                    | 52.87                           |                                 |
| 22                              | 3                               | 6                               | Mario Todorović                 | Croácia                         | 52.92                           |                                 |
| 23                              | 4                               | 8                               | Rafael Muñoz                    | Espanha                         | 52.94                           |                                 |
| 24                              | 6                               | 2                               | Bence Pulai                     | Hungria                         | 52.98                           |                                 |
| 25                              | 6                               | 1                               | Yuki Kobori                     | Japão                           | 53.11                           |                                 |
| 25                              | 6                               | 0                               | Mauricio Fiol                   | Peru                            | 53.11                           |                                 |
| 27                              | 6                               | 9                               | Benjamin Hockin                 | Paraguai                        | 53.28                           |                                 |
| 28                              | 3                               | 5                               | Alexandru Coci                  | Roménia                         | 53.34                           |                                 |
| 29                              | 3                               | 3                               | Coleman Allen                   | Canadá                          | 53.53                           |                                 |
| 30                              | 4                               | 1                               | Mehdy Metella                   | França                          | 53.77                           |                                 |
| 31                              | 5                               | 9                               | Simao Morgado                   | Portugal                        | 53.83                           |                                 |
| 32                              | 3                               | 4                               | Dominik Meichtry                | Suíça                           | 53.96                           |                                 |
| 33                              | 3                               | 2                               | Tadas Duskinas                  | Lituânia                        | 53.97                           |                                 |
| 34                              | 4                               | 0                               | Chang Gyu-Cheol                 | Coreia do Sul                   | 54.09                           |                                 |
| 35                              | 3                               | 7                               | Yevgeniy Lazuka                 | Azerbaijão                      | 54.29                           |                                 |
| 36                              | 3                               | 1                               | Liu Weijia                      | China                           | 54.37                           |                                 |
| 37                              | 3                               | 9                               | Marwan Adel                     | Egito                           | 54.39                           |                                 |
| 38                              | 3                               | 0                               | Martin Zikmund                  | Chéquia                         | 54.63                           |                                 |
| 39                              | 2                               | 7                               | Ricardo Yee                     | Panamá                          | 55.82                           |                                 |
| 40                              | 2                               | 1                               | Jessie Lacuna                   | Filipinas                       | 55.92                           |                                 |
| 41                              | 2                               | 6                               | Joshua McLeod                   | Trinidad e Tobago               | 56.06                           |                                 |
| 42                              | 2                               | 2                               | Tyrone Alvarado                 | Equador                         | 56.27                           |                                 |
| 43                              | 2                               | 3                               | Ifalemi Sau-Paea                | Tonga                           | 56.32                           |                                 |
| 44                              | 2                               | 4                               | Alexandre Bakhtiarov            | Chipre                          | 56.38                           |                                 |
| 45                              | 3                               | 8                               | Yousef Al-Askari                | Kuwait                          | 56.40                           |                                 |
| 46                              | 1                               | 6                               | Anthony Ralefy                  | Madagáscar                      | 56.48                           |                                 |
| 46                              | 2                               | 5                               | Ayman Klzie                     | Síria                           | 56.48                           |                                 |
| 48                              | 1                               | 4                               | Christopher Clark               | Polinésia Francesa              | 56.50                           |                                 |
| 49                              | 1                               | 3                               | Ralph Goveia                    | Zimbabwe                        | 57.66                           |                                 |
| 50                              | 2                               | 0                               | Sofyan El Gidi                  | Líbia                           | 57.79                           |                                 |
| 51                              | 2                               | 8                               | Afshin Asgari                   | Irão                            | 59.29                           |                                 |
| 52                              | 2                               | 9                               | Ameer Ali                       | Iraque                          | 59.81                           |                                 |
| 53                              | 1                               | 2                               | Oumar Toure                     | Mali                            | 59.86                           |                                 |
| 54                              | 1                               | 1                               | Stanford Kawale                 | Papua-Nova Guiné                | 1:02.42                         |                                 |
| 55                              | 1                               | 7                               | Kensuke Kimura                  | Marianas Setentrionais          | 1:02.79                         |                                 |
| 56                              | 1                               | 9                               | Sylla Alassane                  | Costa do Marfim                 | 1:03.49                         |                                 |
| 57                              | 1                               | 8                               | Haris Bandey                    | Paquistão                       | 1:06.03                         |                                 |
| 58                              | 1                               | 0                               | Abdulrahman Al-Ishaq            | Catar                           | 99.99                           | DNS                             |
| 58                              | 1                               | 5                               | Nuno Miguel Rola                | Angola                          | 99.99                           | DNS                             |
| 58                              | 4                               | 9                               | Simon Sjödin                    | Suécia                          | 99.99                           | DNS                             |

### Semifinal
Esses foram os resultados das semifinais.
Semifinal 1
| Pos. | Raia | Nadador           | Nacionalidade  | Tempo | Notas |
| ---- | ---- | ----------------- | -------------- | ----- | ----- |
| 1    | 4    | Chad le Clos      | África do Sul  | 51.52 | Q     |
| 2    | 3    | Yauhen Tsurkin    | Bielorrússia   | 51.78 | Q,    |
| 3    | 6    | Nikolay Skvortsov | Rússia         | 51.86 |       |
| 4    | 1    | Eugene Godsoe     | Estados Unidos | 51.96 |       |
| 5    | 5    | Ivan Lenđer       | Sérvia         | 52.10 |       |
| 6    | 8    | Philip Heintz     | Alemanha       | 52.37 |       |
| 7    | 7    | Thiago Pereira    | Brasil         | 52.43 |       |
| 8    | 2    | Michael Rock      | Reino Unido    | 52.55 |       |

Semifinal 2
| Pos. | Raia | Nadador             | Nacionalidade  | Tempo | Notas |
| ---- | ---- | ------------------- | -------------- | ----- | ----- |
| 1    | 1    | Ryan Lochte         | Estados Unidos | 51.48 | Q     |
| 2    | 2    | Konrad Czerniak     | Polónia        | 51.55 | Q     |
| 3    | 4    | Yevgeny Korotyshkin | Rússia         | 51.60 | Q     |
| 4    | 5    | László Cseh         | Hungria        | 51.61 | Q,    |
| 5    | 3    | Matteo Rivolta      | Itália         | 51.64 | Q,    |
| 6    | 6    | Steffen Deibler     | Alemanha       | 51.65 | Q     |
| 7    | 7    | Paweł Korzeniowski  | Polónia        | 51.85 |       |
| 8    | 8    | Takuro Fujii        | Japão          | 52.27 |       |

### Final
Esse foi o resultado da final.
| Pos.              | Raia | Nadador             | Nacionalidade  | Tempo | Notas            |
| ----------------- | ---- | ------------------- | -------------- | ----- | ---------------- |
| Medalha de ouro   | 5    | Chad le Clos        | África do Sul  | 51.06 | Recorde nacional |
| Medalha de prata  | 2    | László Cseh         | Hungria        | 51.45 | Recorde nacional |
| Medalha de bronze | 3    | Konrad Czerniak     | Polónia        | 51.46 |                  |
| 4                 | 1    | Steffen Deibler     | Alemanha       | 51.54 |                  |
| 5                 | 6    | Yevgeny Korotyshkin | Rússia         | 51.57 |                  |
| 6                 | 4    | Ryan Lochte         | Estados Unidos | 51.58 |                  |
| 7                 | 7    | Matteo Rivolta      | Itália         | 51.65 |                  |
| 7                 | 8    | Yauhen Tsurkin      | Bielorrússia   | 51.65 | Recorde nacional |

Legenda
| Recorde mundial       | Recorde mundial (World record)               |                       | Recorde africano                      | Recorde africano (African) |                                           | Q | Classificado por posição (Qualified) |
| Recorde do campeonato | Recorde do campeonato (Championship record)  | Recorde da América    | Recorde da América (Americas)         | q                          | Classificado por melhor tempo (Qualified) |   |                                      |
| Melhor marca do ano   | Melhor marca do ano (World leading)          | Recorde asiático      | Recorde asiático (Asian)              | DNS                        | Não largou (Did not start)                |   |                                      |
| Recorde nacional      | Recorde nacional (National record)           | Recorde europeu       | Recorde europeu (European)            | DNF                        | Não terminou (Did not finish)             |   |                                      |
| Recorde pessoal       | Recorde pessoal do atleta (Personal best)    | Recorde da Oceania    | Recorde da Oceania (Oceania)          | DSQ / DQ                   | Desclassificado (Disqualified)            |   |                                      |
| Recorde da temporada  | Recorde da temporada do atleta (Season best) | Recorde sul-americano | Recorde sul-americano (South America) | NM                         | Sem marca (No mark)                       |   |                                      |